# Bartosz Kurek
Bartosz Kamil Kurek (Wałbrzych, 29 augustus 1988) is een Poolse volleyballer, gespecialiseerd als buitenaanvaller en diagonaal.

## Sportieve successen

### Club
Poolse Beker:
- 2009, 2011, 2012

Pools kampioenschap:
- 2009, 2010, 2011
- 2012, 2016, 2017, 2019

Wereldkampioenschap voor clubteams:
- 2009, 2010

CEV Champions League:
- 2012
- 2010

Italiaans kampioenschap:
- 2014

Italiaanse Superbeker:
- 2014

CEV Cup:
- 2018

Japans kampioenschap:
- 2021

### Nationaal team
Europees kampioenschap onder 19:
- 2005

FIVB World League:
- 2012
- 2011

Europees kampioenschap:
- 2009
- 2011

Wereldbeker:
- 2011, 2019
- 2015

Wereldkampioenschap:
- 2018

## Individuele onderscheidingen
- 2005: Het beste diagonaal Europees kampioenschap onder 19
- 2009: Het beste scorer wereldkampioenschap voor clubteams
- 2011: Het beste diagonaal Poolse Beker
- 2011: Het beste scorer FIVB World League
- 2011: Het beste server Europees Kampioenschap
- 2012: Het beste diagonaal laatste toernooi CEV Champions League
- 2012: "Most Valuable Player" FIVB World League
- 2018: "Most Valuable Player" Wereldkampioenschap